# Templo de Vejóvis
O Templo de Vejóvis, na Roma Antiga, foi um templo do deus Vejóvis (em latim: Veiovis).

## Na literatura
Segundo as fontes literárias, o templo ficava num terreno "inter duos lucos" ("entre dois bosques sagrados"), um na cidadela de Roma (Arx) e outro no Capitólio, os dois picos do monte Capitolino. A estátua do deus ficava perto da estátua de um bode. Na mesma área estava também o Asilo (Asylum), onde, segundo a lenda, Rômulo teria recebido fugitivos de outras partes do Lácio (Latium) para aumentar a população de sua nova cidade, principalmente refugiados políticos, escravos foragidos, latinos e etruscos, e, segundo Floro, frígios e acádios.
Sua construção foi prometida em 200 a.C. pelo propretor Lúcio Fúrio Purpúrio na Batalha de Cremona, durante a guerra contra os boios, e dedicado em 192 a.C. por Quinto Márcio Rala.

## Arqueologia
Os restos de um templo foram escavados em 1939, na época de Benito Mussolini, durante uma escavação sob a Piazza del Campidoglio para a criação do corredor subterrâneo ligando o Palazzo dei Conservatori ao Palazzo Nuovo por debaixo da praça. As ruínas identificadas do templo podem ser vistas atualmente embaixo do Tabulário. O Templo de Vejóvis foi salvo da destruição por ter sido enterrado debaixo das fundações de edifícios posteriores no Capitólio e a estrutura descoberta foi identificada como sendo o Templo de Vejóvis a partir de fontes antigas e da descoberta de uma estátua sagrada de mármore na cela do edifício. As fontes afirmam que esta estátua tinha uma face imberbe e levava na mão direita um feixe de flechas. 
A principal características deste templo, raramente encontrada em outros templos romanos (provavelmente pela falta de espaço), é uma cela transversalmente alongada, cuja largura é quase duas vezes maior que sua profundidade (15 x 8,90 metros). O pódio elevado é composto de um núcleo interno de cal e argamassa revestido com travertino, a mesma pedra utilizada para pavimentar o pátio do templo. A fachada segue a linha do Aclive Capitolino e tem um pórtico com quatro pilares na parte central precedido por um lance de escadas. 
Três fases distintas de construção foram identificadas, a última das quais no século I a.C. e ligada à construção do Tabulário. O templo foi depois restaurado pelo imperador Domiciano, que acrescentou os pilares de tijolos e mármore colorido no revestimento do piso e das paredes da cela.

## Localização
| Planimetria do Capitólio antigo |
| --- |
| Area capitolina Arx Fórum Romano Fóruns imperiais Velabro Templo de Júpiter Capitolino Tabulário Templo de Juno Moneta Teatro de Marcelo Fórum Holitório Templo de Belona Templo de Júpiter Ferétrio Templo de Vejóvis Auguráculo Iseu Templo de Júpiter Guardião (?) Templo da Concórdia (?) Templo de Júpiter Conservador Cabana de Rômulo Altar Templo Tensário Templo de Júpiter Tonante Clivo Capitolino "Cem Passos" Porta Pandana Templo de Jano Templo de Juno Sóspita Templo de Esperança Templo de Augusto Asilo "Entre Dois Bosques" Vico Jugário Campo de Marte Pórtico dos Deuses Harmoniosos Templo de Vespasiano Templo da Concórdia Tuliano Clivo Argentário Templo de Vênus Ericina Templo de Mente (?) Templo de Fides (?) Templo de Ops (?) Arco de Cipíão Templo de Saturno Basílica Júlia |